# Bertold V (książę Zähringen)
Bertold V (ur. ok. 1160 r., zm. 18 lutego 1218 r.) – ostatni książę Zähringen w latach 1186–1218 z rodu Zähringen.

## Życiorys
Bertold V był jedynym synem księcia Zähringen Bertolda IV i Heilwigi, córki Hermana, hrabiego Froburga. W 1186 r. objął dziedzictwo po ojcu, jednak z uwagi na wydzielenie odrębnych części księstwa stryjom (Adalbertowi, który przyjął tytuł księcia Teck, oraz Hugonowi, księciu Ulmburga) pozycja książąt Zähringen została osłabiona na terenie Szwabii. Z tego powodu główna uwaga Bertolda V koncentrowała się na ziemiach burgundzkich (w jego rękach znajdowała się większość zachodniej części obecnej Szwajcarii). Stłumił tam powstanie lokalnych możnych wspieranych przez biskupa Lozanny, a dla wzmocnienia swojej pozycji założył m.in. Berno w 1191 r. i Thun. Popierał cesarza Henryka VI Hohenstaufa w jego zabiegach o ustanowienie dziedziczności tronu niemieckiego. Jednak w 1196 r. doszło do sporu Bertodla z cesarskim bratem Konradem II (zakończonym bez rozstrzygnięcia wskutek śmierci Konrada), a w 1197 r. do konfliktu z następnym bratem cesarza Ottonem I. W toku tego ostatniego cesarz zmarł, a część niemieckich możnych wysunęła kandydaturę Bertolda do tronu niemieckiego. Porozumiał się jednak z kolejnym bratem zmarłego cesarza księcia Szwabii Filipem i poparł go w staraniach o władzę w Niemczech w zamian za koncesje terytorialne (m.in. miasto Szafuza). Nie odegrał jednak poważniejszej roli w późniejszych walkach o tron między Filipem a Ottonem IV z Brunszwiku, toczył natomiast spór o Valais z hrabią Sabaudii Tomaszem I zakończony porażką Bertolda pod Ulrichen i pokojem w 1211 r. Ostatnie lata życia spędził głównie we Fryburgu Bryzgowijskim. W tutejszej katedrze został też pochowany.
Żoną Bertolda była Klemencja (zm. po 1235 r.), córka Stefana, hrabiego Auxonne. Mieli jednego lub dwóch synów (w tym Bertolda), którzy jednak zmarli w dzieciństwie. Po śmierci Bertolda jego dobra zostały rozdrobnione. Część przypadła rodzinom mężów jego sióstr: szwabskie hrabiom Urach, a szwajcarskie hrabiom Kyburga, część majątku stanowiło też oprawę wdowią Klemencji. Jednak znaczna część dóbr (w tym liczne szwajcarskie miasta) uzyskała samodzielność jako odrębne terytoria Rzeszy, podlegające cesarzowi.